# Shaiful Esah
Mohamad Shaiful bin Esah Nain (ur. 12 maja 1986 w Singapurze) – singapurski piłkarz grający na pozycji obrońcy.

## Kariera klubowa
Karierę piłkarską Esah rozpoczął w 2004 roku jako piłkarz klubu Young Lions. W barwach tego klubu Mahbud rozegrał 20 spotkań i strzelił jednego gola. W następnym roku Esah podpisał kontrakt z Singapore Armed Forces. Z tym klubem czterokrotnie zdobywał mistrzostwo kraju (w 2006, 2007, 2008 i 2009 roku) oraz dwukrotnie sięgnął po puchar kraju (w 2007 i 2008 roku). Przez 6 lat gry w tym klubie Esah rozegrał 107 spotkań i strzelił 8 goli.
W 2012 roku Esah jest zawodnikiem Singapore Lions XII, klubu grającego w Malaysia Super League. W 2013 przeszedł do Tampines Rovers, a w 2016 do Warriors FC.

## Kariera reprezentacyjna
W reprezentacji Singapuru Esah zadebiutował w 2006 roku. Wraz z reprezentacją wygrał on AFF Suzuki Cup w 2012 roku. Dotychczas w kadrze narodowej Esah rozegrał 35 spotkań i strzelił jednego gola.